# Lily the Pink
Lily the Pink ist ein Spaßlied der englischen Komikertruppe The Scaffold und war im Jahr 1968 ihr größter Hit.

## Lily the Pink
Das Lied wurde in England im November 1968 veröffentlicht und war ein Nummer-eins-Hit. In Deutschland erreichte es Platz fünf.
Geschrieben wurde es von den drei Mitgliedern von The Scaffold, Mike McGear (dem Bruder von Paul McCartney), John Gorman und Roger McGough. Das Trio hatte dabei namhafte musikalische Unterstützung: Jack Bruce von Cream, Graham Nash von den Hollies und Reginald Dwight, der später unter dem Namen Elton John bekannt wurde. 
Der Liedtext handelt von Lily the Pink, der Retterin der Menschheit, deren selbstgemachte Heilmixtur bei allen möglichen Leiden, von abstehenden Ohren über Magersucht bis zum Stottern, erstaunliche Wirkung zeigt. Allerdings nicht unbedingt die erwartete. So hat Jennifer Eccles ganz fürchterliche Sommersprossen (englisch freckles), so dass die Jungs sie hänseln. Durch die Mixtur verändert sich Jennifer so sehr, dass „er“ (!) bei den Jungs immer mitspielen darf.
Und so weiter, bis Lily schließlich selbst trotz Tinktur stirbt und das Rezept mit sich nimmt. Hört die Engel singen …
Übersetzung des Refrains: 
Wir stoßen an auf Lily the Pink,
die Retterin der Menschheit,
denn sie hat die Heilmixtur erfunden,
die bei allen Fällen hervorragend wirkt.

## Lydia Pinkham
Auch wenn der Text neu gedichtet und die Melodie angepasst wurde, basiert das Lied eigentlich auf einem US-amerikanischen Spott-Trinklied vom Anfang des 20. Jahrhunderts, der Ballade von Lydia Pinkham:
Lydia Estes Pinkham (* 9. Februar 1819; † 17. Mai 1883) erfand 1875 ein „Vegetable Compound“, eine pflanzliche Mixtur, als Allheilmittel für alle Arten von Frauenbeschwerden und -krankheiten. 
Auszug aus einer typischen Werbung:

„It will cure entirely the worst form of Female Complaints, all Ovarian troubles, Inflammation and Ulceration, Falling and Displacements, and the consequent Spinal Weakness, and is particularly adapted to the Change of Life.

It will dissolve and expel tumors from the uterus …

It removes faintness, flatulency, destroys all craving for stimulants, and relieves weakness of the stomach.. It cures Bloating, Headaches, Nervous Prostration, General debility, Sleeplessness, Depression and Indigestion. …

For the cure of Kidney Complaints of either sex this Compound is unsurpassed.“

Sie hilft also unter anderem bei Entzündungen, Geschwüren, Fallsucht, Kreuzschmerzen, bei Problemen mit den Eierstöcken, Wechseljahrsbeschwerden, Gebärmutterkrebs, bei Mattigkeit, Blähungen, Alkoholsucht, Magenbeschwerden, Völlegefühl, Kopfschmerzen, Nervenschwäche, Schlaflosigkeit, Depressionen, Verdauungsstörungen und ist unübertroffen bei Nierenbeschwerden bei beiden Geschlechtern.
Lydia E. Pinkham’s Vegetable Compound wurde zu einer der bekanntesten Patentmedikamente in den USA im 19. Jahrhundert und wurde bis in die 1920er Jahre verkauft. Dann mussten allerdings aufgrund neuer Gesetze die Inhaltsstoffe angegeben werden und es stellte sich heraus, dass es 18 % Alkohol enthielt. Außerdem setzte sich aufgrund moderner wissenschaftlicher Untersuchungen die Erkenntnis durch, dass diese Art von Kräutertränken im Wesentlichen wirkungslos waren.

## Die Ballade von Lydia Pinkham
Let us sing (let us sing) of Lydia Pinkham
The benefactress of the human race.
She invented a vegetable compound,
And now all papers print her face.
O, Mrs. Brown could do no housework,
O, Mrs. Brown could do no housework,
She took three bottles of Lydia’s compound,
And now there’s nothing she will shirk.
Mrs. Jones she had no children,
And she loved them very dear.
So she took three bottles of Pinkham's
Now she has twins every year.
Lottie Smyth ne’er had a lover,
Blotchy pimples caused her plight;
But she took nine bottles of Pinkham’s--
Sweethearts swarm about her each night.
Oh Mrs. Murphy (Oh Mrs. Murphy)
Was perturbed because she couldn’t seem to pee
Till she took some of Lydia’s compound
And now they run a pipeline to the sea!
And Peter Whelan (Peter Whelan)
He was sad because he only had one nut
Till he took some of Lydia’s compound
And now they grow in clusters ’round his butt.
Übersetzung:
Refrain: Lasst uns singen von Lydia Pinkham,
der Wohltäterin der Menschheit.
Sie hat eine Kräutermixtur erfunden
und jetzt drucken alle Zeitungen ihr Gesicht.
…
Vers 4: Oh Mrs Murphy war verstört,
denn sie konnte anscheinend nicht pinkeln.
Bis sie etwas von Lydias Mixtur nahm.
Und jetzt haben sie eine Leitung zum Meer gelegt.

## Andere Versionen
Neben den klassischen Versen wurden auch immer wieder neue Verse dazuerfunden und manchmal auch unabhängig vom Original zu der Melodie Spottverse über andere Personen oder Ereignisse gedichtet.
Von John Standley gibt es zum Beispiel eine eigene Abwandlung der Pinkham-Ballade aus dem Jahr 1952 mit dem Titel „Grandma’s Lye Soup“, in der es um die Vorzüge von Omas Laugenseife geht.
Bei der britischen Version von Scaffold wurde aus Lydia Pinkham dann Lily the Pink und das Spottlied wurde noch mehr zu einem Nonsens- und Stimmungssong. Auch hier gab es immer wieder neue Verse und Abwandlungen, z. B. von den Irish Rovers.
In Deutschland wurde Lily the Pink 1974 von der Hamburger Rentnerband um Gottfried Böttger, Peter Petrel und Willem in einer deutschsprachigen Version veröffentlicht; den Text schrieben Jörn Christoph „Django“ Seelenmeyer und Herbert Lob. In dieser Version, die auf dem Album „… alles klar“ erschien, ist Lily the Pink eine (fiktive?) Wirtin einer Kneipe der so genannten „Hamburger Szene“. Im Text werden deren Stars wie Otto Waalkes, Leinemann, Truck Stop oder Udo Lindenberg als Stammgäste in Lilys Etablissement („Sie umgibt sich mit Wahnsinns-Typen …“) gewürdigt.
Ansonsten wurde das Lied später auch als Karnevalshit bekannt, in einer Version auf Kölsch von De Höhner aus dem Jahr 1981 mit dem Titel „Winke, winke“.

## Versionen
- The Ballad of Lydia Pinkham
  - Herkunft unbekannt, aufgeführt in The American Songbag (1927) von Carl Sandburg
- Grandma’s Lye Soap
  - von John Standley und Art Thorson, 1952
- Lily the Pink
  - von Mike McGear, John Gorman und Roger McGough, 1968
  - The Scaffold (Original), The Irish Rovers
- Lily the Pink (deutsch)
  - Text: Jörn Christoph Seelenmeyer und Herbert Lob; Musik entspricht dem Scaffold-Lied; 1974
  - Rentnerband
- Lily the Pink (deutsch)
  - Text: Hans-Ulrich Weigel
  - New Folk Singers (Label: Philips 384589)
- Le sirop typhon (französisch)
  - Text: Richard Anthony; Musik entspricht dem Scaffold-Lied; 1969
  - Richard Anthony
- Winke, winke
  - Text von P. Horn, J. Fröhlich, P. Werner, F.M. Willizil, G. Steinig; Musik entspricht dem Scaffold-Lied; 1981
  - De Höhner
- eine bekannte Instrumentalversion spielte das französische Orchester Raymond Lefèvre unter dem Titel „Lily the Pink“ (Sirop Typhon) für die LP This Is Raymond Levèvre ein (Riviera SMLP 045)